# Robert E. Evans

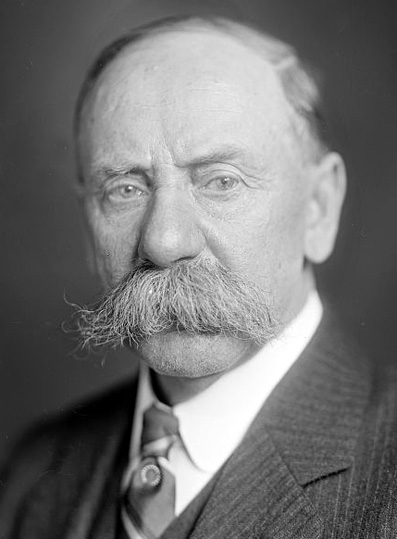
Robert E. Evans

Robert Emory Evans (* 15. Juli 1856 in Coalmont, Huntingdon County, Pennsylvania; † 8. Juli 1925 in Lincoln, Nebraska) war ein US-amerikanischer Jurist und Politiker. Zwischen 1919 und 1923 vertrat er den dritten Wahlbezirk des Bundesstaates Nebraska im US-Repräsentantenhaus.

## Werdegang
Robert Evans besuchte die öffentlichen Schulen seiner Heimat, die State Normal School in Millersville und die Normal School in Indiana. Zwischen 1877 und 1883 arbeitete er in Colorado als Maschinist. Danach studierte er bis 1886 an der University of Michigan in Ann Arbor Jura.
Nach seiner Zulassung als Rechtsanwalt begann er in seinem neuen Beruf zu arbeiten. Im Jahr 1887 zog er nach Dakota City in Nebraska. Zwischen 1889 und 1891 leitete er die Winnebago Industrial School. Im Jahr 1895 wurde Robert Evans Bezirksstaatsanwalt im Dakota County. Dieses Amt legte er aber noch im selben Jahr nieder, weil er inzwischen zum Richter im achten juristischen Bezirk ernannt worden war. Dieses Amt bekleidete er zwischen 1895 und 1899.
Evans wurde Mitglied der Republikanischen Partei. Im Jahr 1912 war er Delegierter auf deren Republican National Convention. 1919 wurde er Präsident der Anwaltskammer von Nebraska. Bei den Kongresswahlen des Jahres 1918 wurde Evans in das US-Repräsentantenhaus gewählt. Dort trat er am 4. März 1919 die Nachfolge von Dan V. Stephens an, den er bei den Wahlen geschlagen hatte. Nach einer Wiederwahl im Jahr 1920 konnte Evans sein Mandat im Kongress bis zum 3. März 1923 ausüben. Bei den Wahlen des Jahres 1922 war er seinem demokratischen Gegenkandidaten Edgar Howard unterlegen.
Nach dem Ende seiner Zeit im Kongress arbeitete Evans wieder als Rechtsanwalt in Dakota City. 1924 wurde er als Richter an den Nebraska Supreme Court berufen. Robert Evans starb am 8. Juli 1925 in Lincoln, der Hauptstadt von Nebraska, wohin er 1924 gezogen war. Er wurde in Sioux City in Iowa beigesetzt.